# Eyvirat
Eyvirat is een plaats en voormalige gemeente in het Franse departement Dordogne in de regio Nouvelle-Aquitaine en telt 256 inwoners (2004). De plaats maakt deel uit van het arrondissement Périgueux.

## Geschiedenis
Op 1 januari 2019 werd de gemeente opgenomen in de 2 jaar daarvoor gevormde commune nouvelle Brantôme en Périgord.

## Geografie
De oppervlakte van Eyvirat bedraagt 17,9 km², de bevolkingsdichtheid is 14,3 inwoners per km².
De onderstaande kaart toont de ligging van Eyvirat met de belangrijkste infrastructuur en aangrenzende gemeenten.

## Demografie
Onderstaande figuur toont het verloop van het inwonertal.
Brantôme · Cantillac · Eyvirat · La Gonterie-Boulouneix · Puy-de-Fourches · Saint-Crépin-de-Richemont · Saint-Julien-de-Bourdeilles · Sencenac · Valeuil